# جيمس هربرت (كاتب)
جيمس هربرت (بالإنجليزية: James Herbert)‏‏ (8 أبريل 1943 في لندن - 20 مارس 2013 ) كاتب، ومونتير، وروائي، وكاتب خيال علمي من المملكة المتحدة.

## الجوائز
- نيشان الامبراطورية البريطانية من رتبة ضابط

## روابط خارجية
- جيمس هربرت على موقع IMDb (الإنجليزية)
- جيمس هربرت على موقع ميوزك برينز (الإنجليزية)
- جيمس هربرت على موقع أول موفي (الإنجليزية)
- جيمس هربرت على موقع قاعدة بيانات الأفلام السويدية (السويدية)
- جيمس هربرت على موقع قاعدة بيانات الفيلم (الإنجليزية)
- جيمس هربرت على موقع كينوبويسك (الروسية)